# 乌姆里卡兰
乌姆里卡兰（Umri Kalan），是印度北方邦Moradabad县的一个城镇。总人口15290（2001年）。

## 人口
该地2001年总人口15290人，其中男性7974人，女性7316人；0—6岁人口3715人，其中男1884人，女1831人；识字率31.77%，其中男性为39.64%，女性为23.20%。